# Megalocypris princeps
Megalocypris princeps är en kräftdjursart som beskrevs av Sars 1898. Megalocypris princeps ingår i släktet Megalocypris och familjen Cyprididae. Inga underarter finns listade i Catalogue of Life.